# Comunele Belgiei
Comuna (franceză commune, neerlandeză gemeente, germană Gemeinde) este o diviziune administrativă în Belgia. Comunele au fost formate, ca diviziune administrativă, în timpul ocupației franceze în 1794. În 1977 numărul lor a fost redus de la 2359 la 596 prin fuzionarea comunelor mici în cadrul comunelor mai mari. Flandra este formată din 308 comune, Valonia este formată din 262 comune, iar Regiunea Capitalei Bruxelles este formată din 19 comune. 
Fiecare comună este condusă de un primar (franceză Bourgmestre, neerlandeză Burgemeester, germană Bürgermeister) ales dintre consilieri. Consiliul comunal (franceză Conseil communal, neerlandeză Gemeenteraad, germană Gemeinderat) este format din membrii aleși pe o perioadă de 6 ani. 

## Liste
- Listă de comune din Flandra
- Listă de comune din Valonia
- Lista comunelor din Regiunea Capitalei Bruxelles